# Bataille de Montemurlo
Notes
Cosme Ier fit exécuter les prisonniers le 20 août 1537.

La bataille de Montemurlo s’est déroulée le 2 août 1537 à Montemurlo (Toscane), en pleine période Renaissance.

## Les forces en présence
Elle opposa les Médicis de Florence, représentés par le duc Cosme Ier de Toscane et les républicains, opposés au régime des Médicis, à la tête desquels on notait Baccio Valori et Filippo Strozzi.
Le théâtre de l’affrontement se situe à la forteresse de Montemurlo et dans la plaine sous-jacente.
Les soldats de Cosme Ier, au nombre de 10 000, étaient constitués de cavaliers, de l'infanterie et de soldats mercenaires espagnols et allemands.
Cette armée était bien organisée et commandée par des capitaines expérimentés : Alessandro Vitelli et Pirro Colonna.
Les artilleries et les arquebusiers de l'armée des insurgés, commandées par Piero Strozzi, ne purent s’opposer à cette armée.
Filippo Strozzi, enfermé avec ses fidèles à l’intérieur du château, fut déniché et poussé à se rendre à cause d’un incendie allumé au portail et qui se propagea rapidement à toute la structure. Cosme Ier fit exécuter les prisonniers le 20 août 1537.

## Conséquences
La bataille de Montemurlo scella la domination des Médicis sur la Toscane.